# Cosmianthemum bullatum
Cosmianthemum bullatum är en akantusväxtart som först beskrevs av N. E. Brown, och fick sitt nu gällande namn av Brian Laurence Burtt och R.M. Smith. Cosmianthemum bullatum ingår i släktet Cosmianthemum och familjen akantusväxter. Inga underarter finns listade i Catalogue of Life.